# Louis Raymond
Louis Bosman Raymond (28 de junio a 1895 – 30 de enero de 1962) fue un jugador de tenis sudafricano. En los Juegos Olímpicos de Amberes 1920 derrotó al japonés Ichiya Kumagai haciéndose con la medalla de oro.
Ganó el South African Championships en seis ocasiones; con cuatro títulos consecutivos entre 1921 y 1924, y victorias en 1930 y 1931.
En 1924 llegó a la semifinal individual del Wimbledon Championships, perdiendo con quien se consagraía campeón, Jean Borotra, en dos sets. En 1927 alcanzó los cuartos de final del French Championship siendo derrotado por Bill Tilden.
Entre 1919 y 1931, Raymond integró en diez oportunidades el grupo sudafricano de la Copa Davis contando con diez victorias y once derrotas.